# عدالت قشلاقي
عدالت قشلاقي (بالإنجليزية: Edalat Qeshlaqi)‏ هي منطقة سكنية تقع في قسم اجارود الشمالي الريفي في إيران. يقدر عدد سكانها بـ 93 نسمة .